# Luigi Pelandi
Fermo Luigi Pelandi, detto Luigi (Bergamo, 1877 – Bergamo, 26 maggio 1969), è stato uno storico dell'arte italiano.
Nato a Bergamo, collaborò strettamente con Paolo Gaffuri, il creatore e primo direttore dell’Istituto Italiano d'Arti Grafiche di Bergamo, ideando e curando la collana di monografie L'Italia artistica, la rivista d'arte Emporium e dirigendo il periodico Bergomum. Partecipò alla prima guerra mondiale venendo insignito di due medaglie d’argento e di una di bronzo. Fu segretario del Circolo Palma il Vecchio, presiedette la sezione di Bergamo del Nastro Azzurro e membro dell’Ateneo di Scienze Lettere ed Arti di Bergamo. 
Pubblicò il repertorio Cento capolavori della Rinascenza Italiana insieme a Corrado Ricci e rivide e pubblicò il Dizionario illustrato dei pittori e incisori italiani moderni di Agostino Mario Comanducci. Utilizzò i risultati delle minuziose ricerche svolte sulla sua città natale per scrivere i sei volumi illustrati Passeggiando per le vie di Bergamo scomparsa ricchi di notizie aneddotiche, biografiche, artistiche, folcloriche e urbanistiche dei borghi della città e intrecciate con gli avvenimenti della storia locale. Una biblioteca del Sistema Bibliotecario Urbano di Bergamo porta il suo nome.

## Pubblicazioni
- Maestri della pittura: Luigi Selvatico; Andrea Mantegna; Leonardo da Vinci; Raffaello Sanzio; Tiziano Veccelio; Carlo Crivelli; Sandro Botticelli; Giovanni Bellini; Michelangelo Buonarroti; I Ciardi. Istituto italiano d’arti grafiche (1912-1914)
- Gallerie d'Arte: Le gallerie dell'Accademia Carrara di Bergamo; La pinacoteca ambrosiana in Milano; Il museo Poldi Pezzoli in Milano; La galleria d’arte moderna del Castello Sforzesco di Milano; La pinacoteca di Brera in Milano; La pinacoteca di Brera: gli affreschi di Bernardino Luini. Istituto italiano d’arti grafiche (1911-1914)
- Mostra di pittura dei secoli 15-18: opere d'arte della Provincia di Bergamo riportate da Roma (1918)
- Iconografia bergomense: vedute panoramiche dei secoli 14-17 (s/d)
- Teatri provvisori e teatri stabili nella antica piazza della Fiera di Bergamo (1926)
- Fra Galgario. Istituto nazionale Luce (1934)
- (insieme a Corrado Ricci) Cento capolavori della rinascenza italiana riprodotti a fotoincisione. Istituto italiano d'Arti grafiche (1911, seconda edizione1943)
- A. M. Comanducci. Dizionario illustrato dei pittori e incisori italiani moderni 1800-1900. 2 volumi. OVEM editore. Rivisto da Luigi Pelandi (1945)
- A. M. Comanducci. Dizionario illustrato dei pittori, disegnatori e incisori italiani moderni e contemporanei. 4 volumi. L. M. Patuzzi editore. Rivisto da Luigi Pelandi e Luigi Servolini (1962)
- Editori e stampatori bergamaschi dal Quattrocento ad oggi. Tipografia Secomandi (1957)
- Passeggiando per le vie di Bergamo scomparsa: Vol. 1 Il Borgo Pignolo (1962); Vol. 2 La Strada Ferdinandea (1963); Vol. 3. Il Borgo San Leonardo (1965); Vol. 4 Il Borgo di Santa Caterina (1965); Vol. 5 Il Borgo Palazzo (1967); volume 6 Il Borgo Canale (1967). Banca Popolare di Bergamo / Edizioni Bolis